# Blacktown Softball Stadium
Das Blacktown Softball Stadium ist ein Softballstadion in der australischen Stadt Sydney.

## Geschichte
Nachdem Sydney den Zuschlag für die Olympischen Sommerspiele 2000 erhalten hatte, beschloss das Organisationskomitee den Bau des Blacktown International Sportspark. In diesem wurde neben dem Softballstadion auch das Blacktown Baseball Stadium errichtet. Dieses diente neben dem Sydney Showground Stadium als weitere Spielstätte für das olympische Baseballturnier. Das Softballstadion verfügt über ein Tribüne mit 500 Sitzplätzen und wurde während den Spielen zusätzlich mit einer temporären Sitzplatztribüne für 7000 Zuschauer ausgestattet. Neben dem Hauptfeld, wurden zwei weitere Plätze angelegt. Nach den Spielen wurde die Anlage um ein viertes Spielfeld erweitert.